# Melitaea obscurior
Melitaea obscurior är en fjärilsart som beskrevs av Adalbert Seitz 1907. Melitaea obscurior ingår i släktet Melitaea och familjen praktfjärilar. Inga underarter finns listade i Catalogue of Life.